# Duc de St Albans
Pour les articles homonymes, voir St. Albans.
Le titre de comte de Saint-Albans fut créé deux fois dans la pairie d'Angleterre. À la mort de Henry Jermyn en 1684, le titre s'éteint.
Le titre de duc de St Albans ou duc de Saint-Albans est créé dans la pairie d'Angleterre en 1684 par Charles II pour son fils naturel Charles Beauclerk, 1er comte de Burford.
Les titres subsidiaires ducaux sont comte de Burford (1676), baron Heddington (1676) dans la pairie d'Angleterre, baron Vere d'Hanworth (1750) dans la pairie de Grande-Bretagne. Les ducs de Saint-Albans tiennent aussi le titre héréditaire de grand fauconnier d'Angleterre.
Le fils aîné et héritier apparent du duc actuel utilise le titre de courtoisie Comte de Burford et le petit-fils et héritier éventuel est connu en tant que Lord Vere. Les ducs récents, depuis la vente en 1934 du Bestwood Park dans le Nottinghamshire, ne tiennent aucun grand domaine.

Écu Beauclerk suivant le 2e duc de Saint-Albans.

## Histoire du titre
En 1628, Richard Burke, 4e comte de Clanricarde depuis 1601, vicomte Tunbridge et baron Somerhill depuis 1624, est nommé comte de Saint-Albans le 23 août 1628, avec les titres subsidiaires de vicomte Galway et baron Imanney.
En 1660, Charles II accorde le titre de comte de Saint-Albans à Henry Jermyn.
En 1684, Charles II créé le titre de duc de Saint-Albans en faveur de Charles Beauclerk, son fils naturel, qu'il a eu avec Nell Gwynne; le roi George I en 1718 lui nomme chevalier de la Jarretière.

## Comtes de Saint-Albans

### Première création (1628)
- 1628-1635 : Richard Burke († 1635), 4e comte de Clanricarde ;

- 1635-1658 : Ulick Burke († 1658), 5e comte de Clanricarde, puis 1er marquis de Clanricarde ; fils du précédent.

Les titres de marquis de Clanricarde et comte de Saint-Albans s'éteignent à sa mort.

### Seconde création (1660)
- 1660-1684 : Henry Jermyn († 1684), 1er baron Jermyn.

Le titre s'éteint à sa mort.

## Ducs de Saint-Albans

### Première création (1684)

Écu de Charles Beauclerk, 1er duc de Saint-Albans.

- 1684-1726 – 1er : Charles Beauclerk (1er duc de Saint-Albans) (1670-1726), 1er comte de Burford (1676) ;

- 1726-1751 – 2e : Charles Beauclerk (2e duc de Saint-Albans) (1696-1751), fils du précédent ;

- 1751-1786 – 3e : George Beauclerk (3e duc de Saint-Albans) (1730-1786), fils du précédent ;

- 1786-1787 – 4e : George Beauclerk (4e duc de Saint-Albans) (1758-1787), cousin germain du précédent ;

- 1787-1802 – 5e : Aubrey Beauclerk (5e duc de Saint-Albans) (1740-1802), cousin du précédent ;

- 1802-1815 – 6e : Aubrey Beauclerk (6e duc de Saint-Albans) (1765-1815), fils du précédent ;

- 1815-1816 – 7e : Aubrey Beauclerk (7e duc de Saint-Albans) (ru) (1815-1816), fils du précédent ;

- 1816-1825 – 8e : William Beauclerk (8e duc de Saint-Albans) (1766-1825), oncle du précédent ;

- 1825-1849 – 9e : William Beauclerk (9e duc de Saint-Albans) (1801-1849), fils du précédent ;

- 1849-1898 – 10e : William Beauclerk (10e duc de Saint-Albans) (1840 - 1898), fils du précédent ;

- 1898-1934 – 11e : Charles Beauclerk (11e duc de Saint-Albans) (1870-1934), fils du précédent ;

- 1934-1964 – 12e : Osborne Beauclerk (12e duc de Saint-Albans) (1874-1964), frère du précédent ;

- 1964-1988 – 13e : Charles Beauclerk (13e duc de Saint-Albans) (1915-1988), cousin germain du précédent ;

- depuis 1988 – 14e : Murray Beauclerk (14e duc de Saint-Albans) (né en 1939), fils du précédent.